# Carwyn Jones
Carwyn Jones (* 21. března 1967) je velšský politik. Narodil se ve Swansea a vyrůstal ve velšsky mluvící rodině ve městě Bridgend. Zde docházel na střední školu Ysgol Brynteg, později studoval na Aberystwythské univerzitě. Po dokončení právních studií odešel do Londýna, kde složil advokátní zkoušky a později se v Cardiffu a následně dalších městech věnoval této činnosti. Později opustil právní praxi a začal přednášet na Cardiffské univerzitě. Později byl krajským zastupitelem Bridgendu a roku 1999 se stal členem Velšského národního shromáždění. Roku 2009 byl zvolen Prvním ministrem Walesu, kde nahradil dosavadního ministra Rhodri Morgana.